# ノリ・メ・タンゲレ

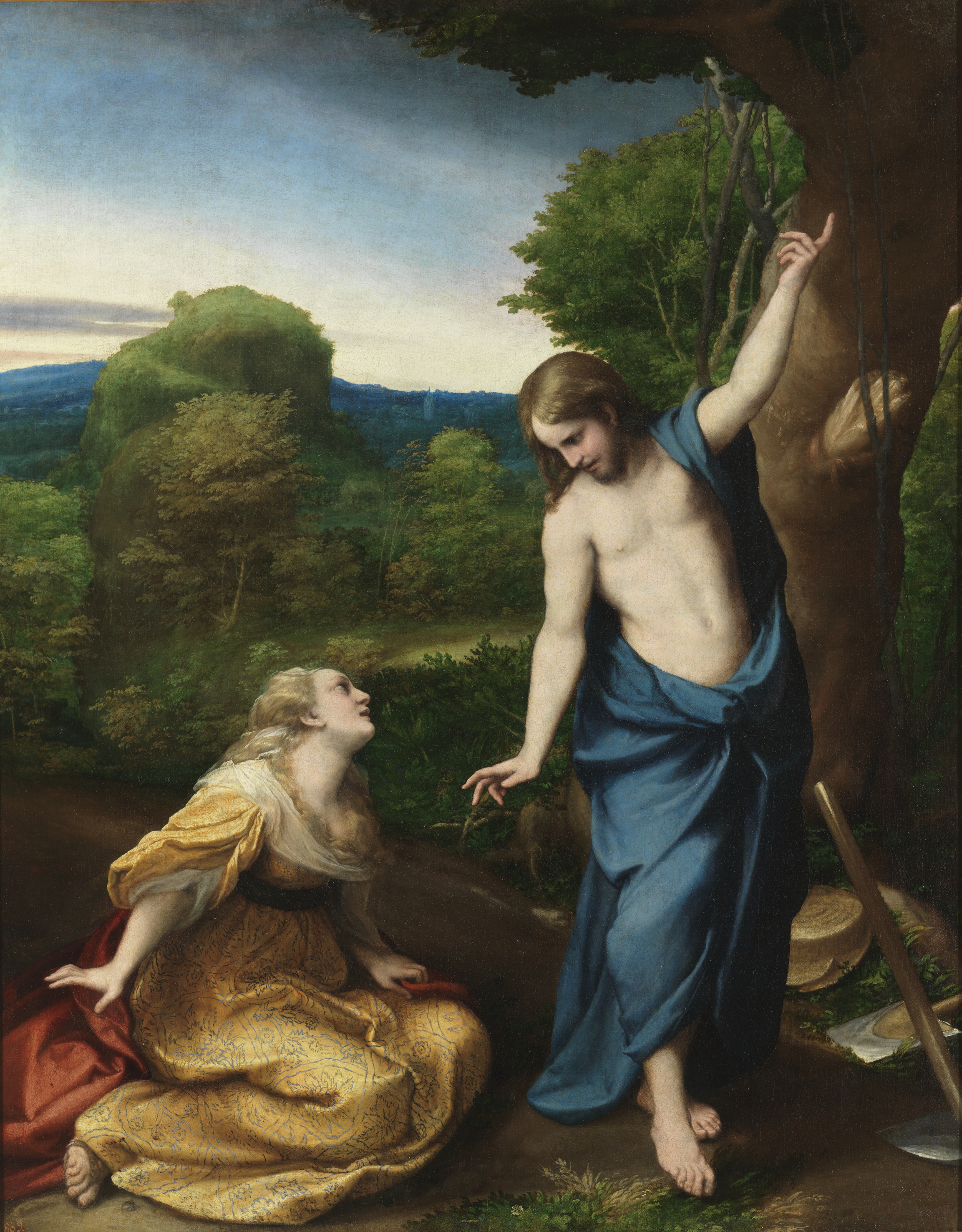
コレッジョの絵画『ノリ・メ・タンゲレ』（1525年頃）。プラド美術館所蔵。

ノリ・メ・タンゲレ（ラテン語: Noli me tangere、私に触れるな）は、ラテン語聖書ヨハネによる福音書20章17節に登場する文句である。イエスが復活の後にマグダラのマリアに対して放った言葉だとされる。原典ギリシア語では Μή μου ἅπτου (mē mou haptou) で、英語からの重訳では「私をつかむのは止めなさい（"cease holding on to me"）」あるいは「私にしがみつかないでください（"stop clinging to me"）」である。古代から現代におけるキリスト教美術の図像学では、イエス・キリストは復活後マグダラのマリアの前に存在を現わすとされる。例えば、パブロ・ピカソは、青の時代の代表的な絵画『ラ・ヴィ』（クリーブランド美術館所蔵）の発想源として、コレッジョの『ノリ・メ・タンゲレ』（プラド美術館所蔵）を使用した。

## 文学的用法
絵画の題材などに繰り返し使われてきたイエスのこの言葉は、劇的な台詞であるためもあってか、半ば慣用句に使用されている。有名なものには、フィリピンの革命家ホセ・リサールによる小説『ノリ・メ・タンヘレ』Noli Me Tángere がある。また、ホウセンカの英名touch-me-notは同語の英訳に由来しており、触れると種を弾き飛ばすホウセンカの性質を聖書の言葉で言い表している例である。

## 関係する絵画

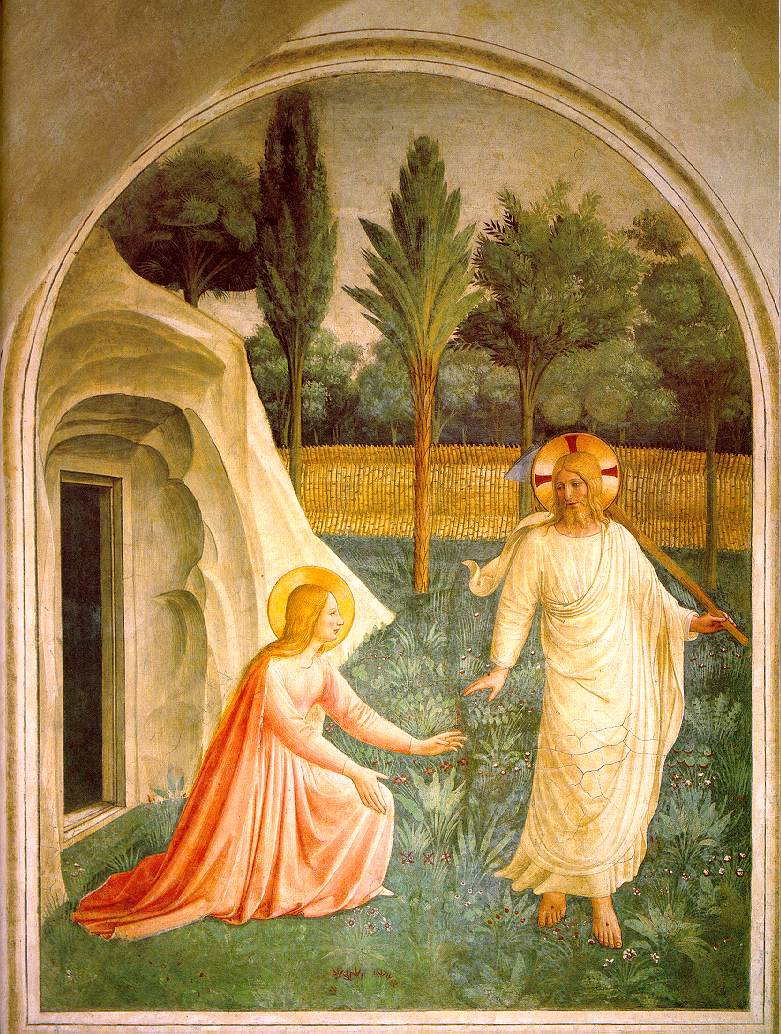
フラ・アンジェリコ『ノリ・メ・タンゲレ』（サン・マルコ修道院所蔵）
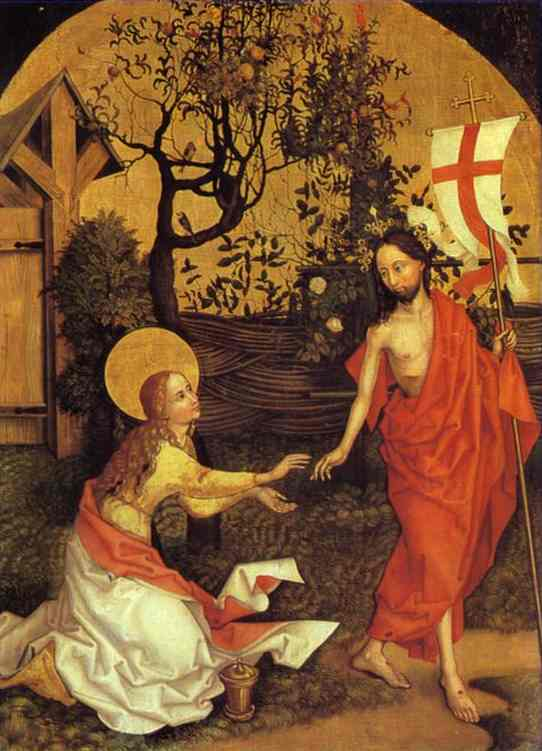
マーティン・ショーンガウアー『ノリ・メ・タンゲレ』
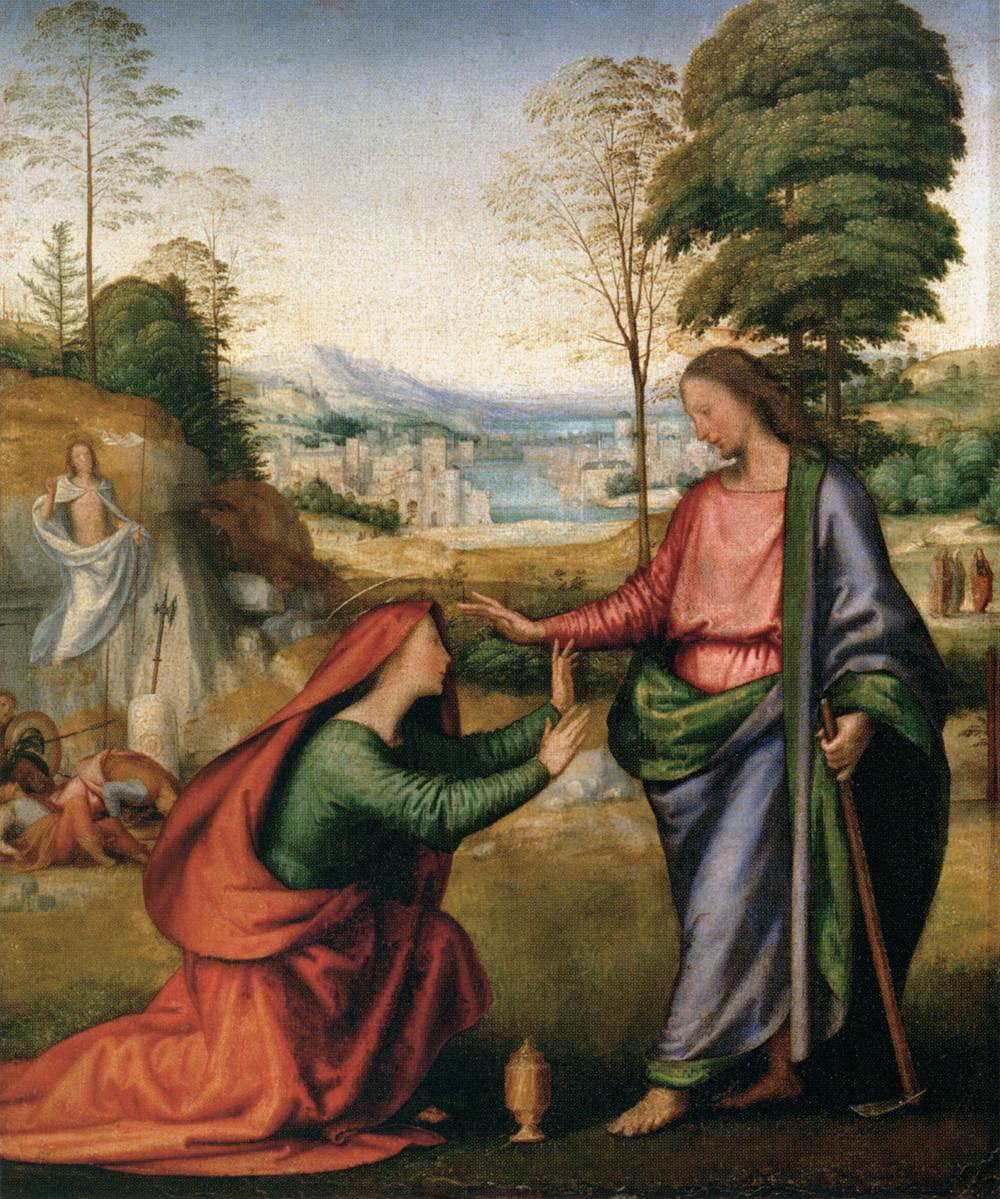
フラ・バルトロメオ『ノリ・メ・タンゲレ』(1506年)
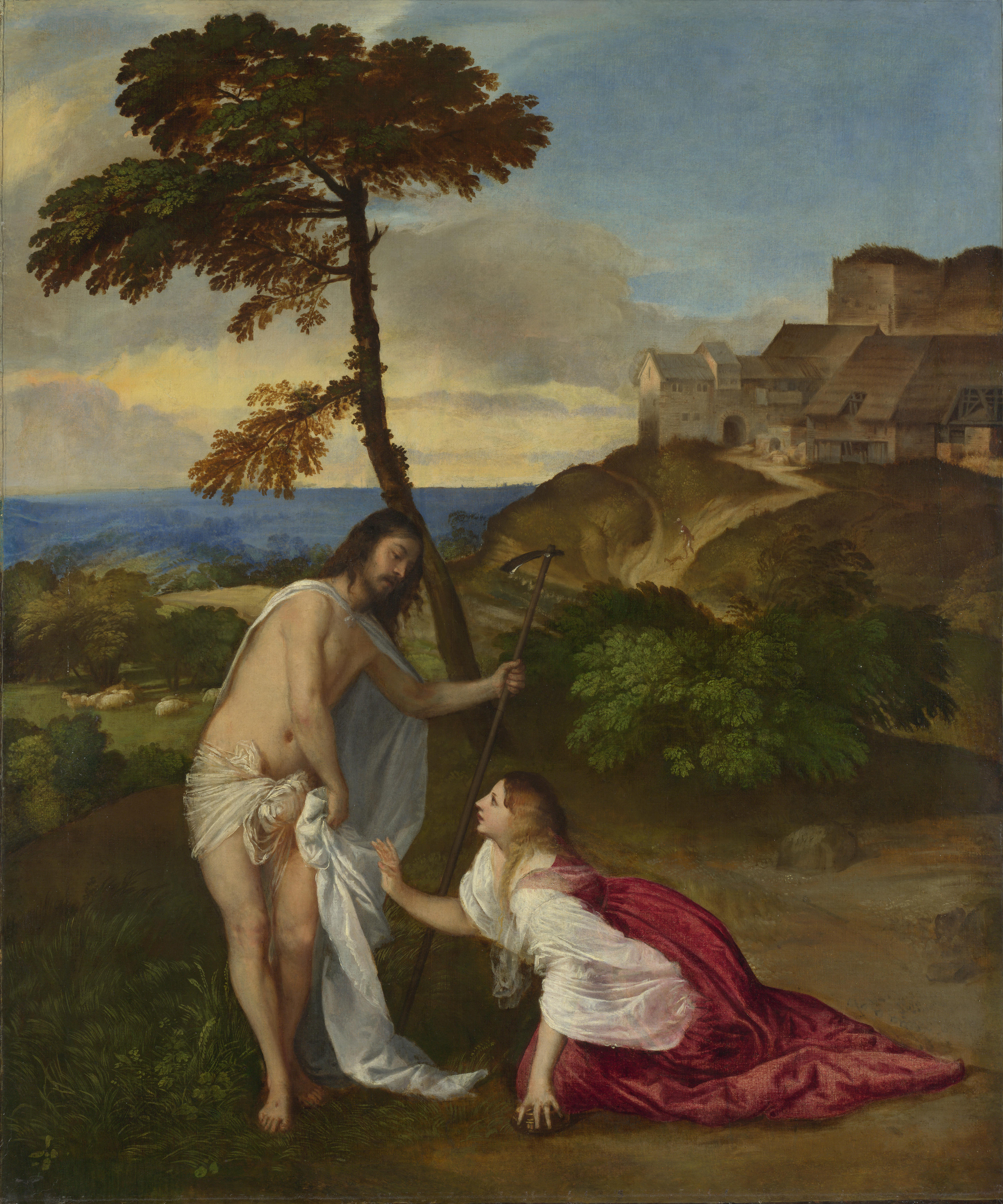
ティツィアーノ・ヴェチェッリオ『ノリ・メ・タンゲレ』(1515年頃)
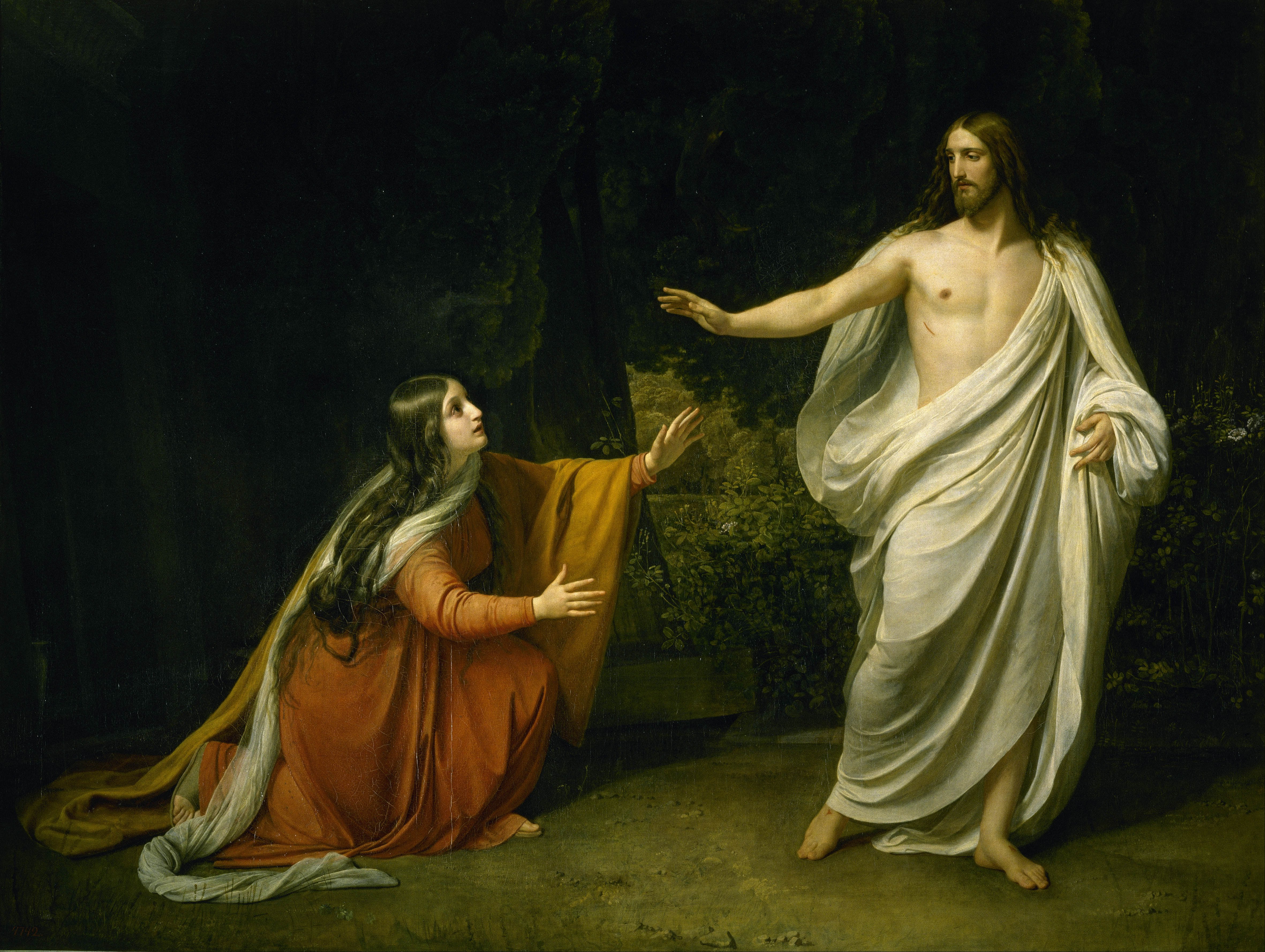
アレクサンドル・アンドレイェヴィチ・イワノフ『ノリ・メ・タンゲレ』(1858年)